# Гойченко Дмитро Данилович
Гойченко Дмитро Данилович (нар. 7 жовтня 1903, Дніпропетровщина, Україна — пом. 8 січня 1993, Сан-Франциско, США) — колишній радянський партійний діяч, один із виконавців Голодомору та його літописців. Автор книги «Красный апокалипсис: сквозь раскулачивание и голодомор. Мемуары свидетеля», виданої після його смерті.

## Життєпис
Народився 7 жовтня 1903 року на Дніпропетровщині. 
Працював на різних дрібних посадах у радянських органах влади. Під час Голодомору 1932—1933 років Гойченко втратив обох батьків. В роки Голодомору йому так само не вистачало продуктів харчування, проте сильного голодування він не зазнав. Навпаки, Гойченко був мобілізований для реквізицій продовольства і мимоволі виявився причетним до насильства.
Пізніше був заарештований НКВС, провів три роки у тюрмі, де у 1937 році піддавався тортурам та поневірянням. В ув'язненні зробив свої перші записи, які лягли в основу спогадів, описаних в мемуарах. Свої спогади Гойченко записав наприкінці 1940-х — на початку 1950-х років.
У 1949 році емігрував до США, де опинився в православному монастирі в Сан-Франциско. Після його смерті 8 січня 1993 року, частина його особистого архіву було передано до кармелітського монастиря, розташованого у місті Сан-Рафаель.

## Літературний доробок
У 1994 році рукописи Гойченко було випадково знайдено в емігрантському архіві при церкві Фатімської Божої матері у Сан-Франциско. Ці рукописи вперше опубліковано 2006 року у Всеросійській мемуарній бібліотеці видавництва «Русский путь» з ґрунтовною післямовою та коментарями Павла Проценка. Усі три книги Дмитро Гойченко написав наприкінці 1940-х — початку 1950-х років за гарячими слідами пережитого, з використанням записів, винесених із тюрми.
У 2012 році видавництвом А-ба-ба-га-ла-ма-га була опублікована книга «Красный апокалипсис: сквозь раскулачивание и голодомор. Мемуары свидетеля», заснована на мемуарах Гойченко. Автор дає детальний опис подій Голодомору, зокрема у південно-східних областях, Одесі, Києві та Київщині, часто посилається у спогадах на свідчення очевидців та чутки. З особливою силою та ясністю зображує травматичні ситуації, свідком яких став або про які чув від інших людей. Подекуди робить глибокі висновки, що стосуються причин та наслідків трагедії.
На відміну від художніх творів Барки чи Багряного, в історичній мемуарній літературі практично не збереглося настільки детальних, як у цій книзі, описів людиноненависницького комуністичного режиму.